# Марк Керрі
Марк Керрі   (англ. Mark Kerry, 4 серпня 1959) — австралійський плавець, олімпійський чемпіон.

## Виступи на Олімпіадах
| Олімпіада         | Дисципліна                            | Місце     |
| ----------------- | ------------------------------------- | --------- |
| Монреаль 1976     | плавання на 200 метрів вільним стилем | 2 h8 r1/2 |
| Монреаль 1976     | плавання на 100 метрів на спині       | 7         |
| Монреаль 1976     | плавання на 200 метрів на спині       | 5         |
| Монреаль 1976     | комплексна естафета 4 × 100           | 6         |
| Москва 1980       | естафета 4 × 200 вільним стилем       | 7         |
| Москва 1980       | плавання на 100 метрів на спині       | 3 h2 r2/3 |
| Москва 1980       | плавання на 200 метрів на спині       | 3         |
| Москва 1980       | комплексна естафета 4 × 100           | 1         |
| Лос-Анджелес 1984 | плавання на 100 метрів на спині       | 5         |
| Лос-Анджелес 1984 | комплексна естафета 4 × 100           | 3         |